# Магдьяш, Валерий Александрович
Валерий Александрович Магдьяш (рум. Valeriu Alexandru Magdiaș, род. 7 августа 1951, Кишинёв, Молдавская ССР, СССР) — советский и российский актёр театра и кино. Получил широкую известность как комик, сыгравший роль Джамшута в скетчкоме «Наша Russia».

## Биография
Валерий Магдьяш родился 7 августа 1951 года в Кишинёве, в семье милиционера. Жил в Вадул-луй-Водэ. Отец, Александр Степанович Магдьяш, служил начальником милиции в Новых Аненах, Чимишлии, Кагуле. Мать, Александра Васильевна, работала бухгалтером. С детства Валерий отличался артистизмом, по рекомендации школьного учителя музыки участвовал во всесоюзном фестивале, где сыграл Василия Тёркина. После этого был замечен ассистентом режиссёра Эмиля Лотяну и получил предложение попробовать себя в кино, однако тогда не смог сделать этого из-за несогласия матери.
Окончил Симферопольское высшее военно-политическое строительное училище с красным дипломом, служил на Дальнем Востоке.
В 1975 году приехал в Москву и поступил в ГИТИС. После окончания вуза три года играл в труппе Московского театра комедии. Много лет проработал в Министерствах культуры РСФСР, СССР и Российской Федерации.
В 1990-х годах сделал карьеру театрального продюсера.
Как актёр снялся в небольших ролях в фильмах «Кто, если не мы», «Сталин. Live», «Дальнобойщики 2», «Адвокат».
С 2006 по 2009 год снимался в роли таджикского гастарбайтера Джамшута в скетчкоме «Наша Russia», которая принесла ему известность. Помимо роли гастарбайтера, он сыграл также роли «Быстроногого Абелардо», бомжа Коляна и бокового судьи в эпизоде про омскую футбольную команду «ГазМяс».
В 2010 году снялся в фильме «Наша Russia. Яйца судьбы», в котором снова сыграл роль гастарбайтера Джамшута.
В сентябре 2018 года стало известно, что в результате ограбления актёр лишился документов и денег, которые собирался положить на счёт для покупки новой квартиры взамен проданной, и оказался на улице. Из Москвы он поехал в Минеральные Воды, где жил на вокзале. Там его заметила женщина и приютила у себя в Анапе. Затем стал преподавать в детской театральной студии.

### Семья
Был женат два раза (разведён), есть две дочери Виктория и Ксения, внук Константин.

## Фильмография
- 1980 — Какие наши годы!
- 1992 — Маленький гигант большого секса — эпизод
- 1998 — Кто, если не мы — судья
- 2004 — Адвокат (телесериал) — директор казино
- 2004 — Дальнобойщики 2 (3-я серия «Чужой беды не бывает») — Кеша
- 2005 — Фартовый — Ступин
- 2006—2009 — Наша Russia — Джамшут Фарухович, некоторые другие эпизодические роли
- 2007 — Адвокат-4 — Сандриков, директор казино — Выигрыш | фильм 1
- 2007 — Защита против — эпизод
- 2007 — Сталин. Live (телесериал) — Поскрёбышев
- 2008 — Пари — нотариус
- 2008 — УГРО. Простые парни-2 — Матвей Горюнов — Шантаж | Фильм № 4
- 2009 — Деревенская комедия — Егор — Графское наследство | 4-я серия
- 2010 — Берия. Проигрыш — Маленков
- 2010 — Бриллиантовая рука-2 (документальный) — контрабандист / старпом
- 2010 — Наша Russia. Яйца судьбы — Джамшут Фарухович
- 2010 — Партизаны — эпизод
- 2012 — Глаз Божий (документальный) — Амбруаз Воллар (1 серия), Леонид Брежнев (2 серия)
- 2014 — С осенью в сердце — человек, который подстригал фонтаны